# Freer
Freer – miasto w Stanach Zjednoczonych, w stanie Teksas, w hrabstwie Duval.